# Erchin
Erchin ist eine französische Gemeinde mit 674 Einwohnern (Stand: 1. Januar 2022) im Département Nord in der Region Hauts-de-France. Sie gehört zum Arrondissement Douai und zum Kanton Aniche. Die Einwohner werden Erchinois und Erchinoises genannt.

## Geographie
Erchin liegt etwa neun Kilometer südöstlich von Douai als frühere Bergbaugemeinde im nordfranzösischen Kohlerevier. Umgeben wird Erchin von den Nachbargemeinden Lewarde im Norden, Masny im Norden und Nordosten, Monchecourt im Osten, Villers-au-Tertre im Südosten und Süden, Bugnicourt im Südwesten, Cantin im Südwesten und Westen sowie Roucourt im Westen und Nordwesten.

## Geschichte
Die bekannteste Zeche, die Fosse Sébastopol, wurde 1961 geschlossen.

## Bevölkerungsentwicklung
| Jahr                       | 1962 | 1968 | 1975 | 1982 | 1990 | 1999 | 2006 | 2012 | 2020 |
| Einwohner                  | 625  | 644  | 630  | 653  | 810  | 781  | 722  | 757  | 690  |
| Quellen: Cassini und INSEE |      |      |      |      |      |      |      |      |      |

## Sehenswürdigkeiten

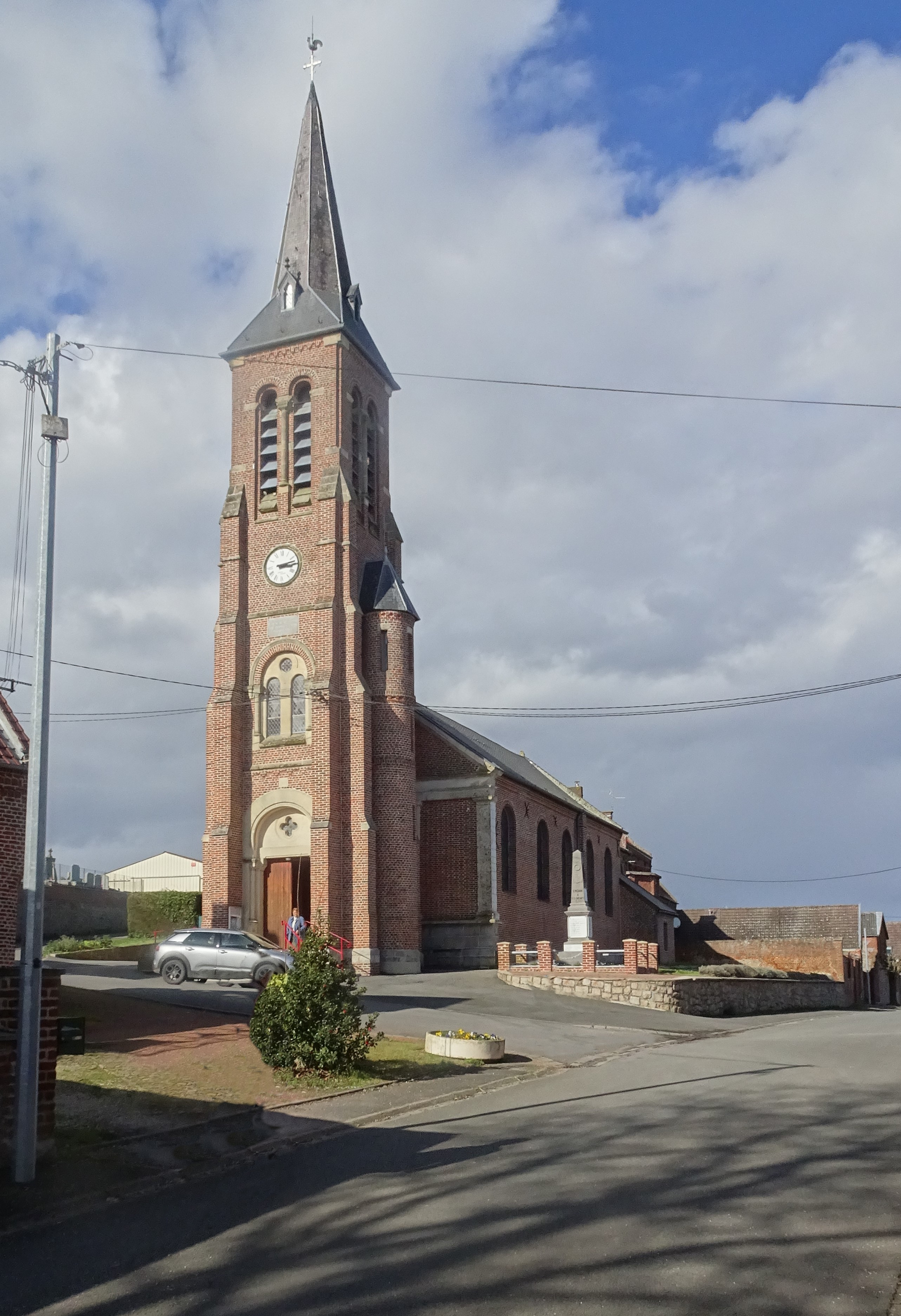
Kirche Sainte-Aldegonde
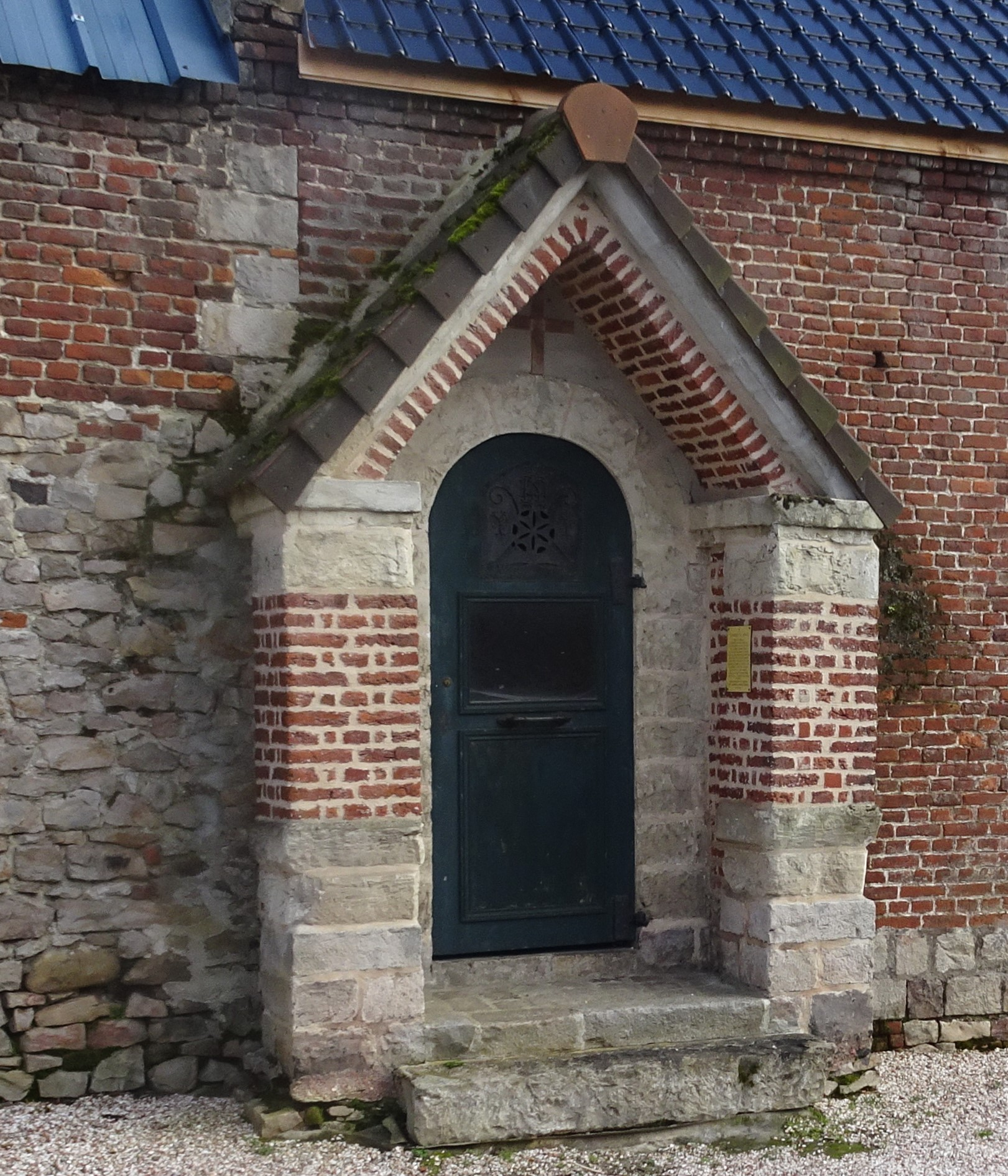
Kapelle Sait-Lievin
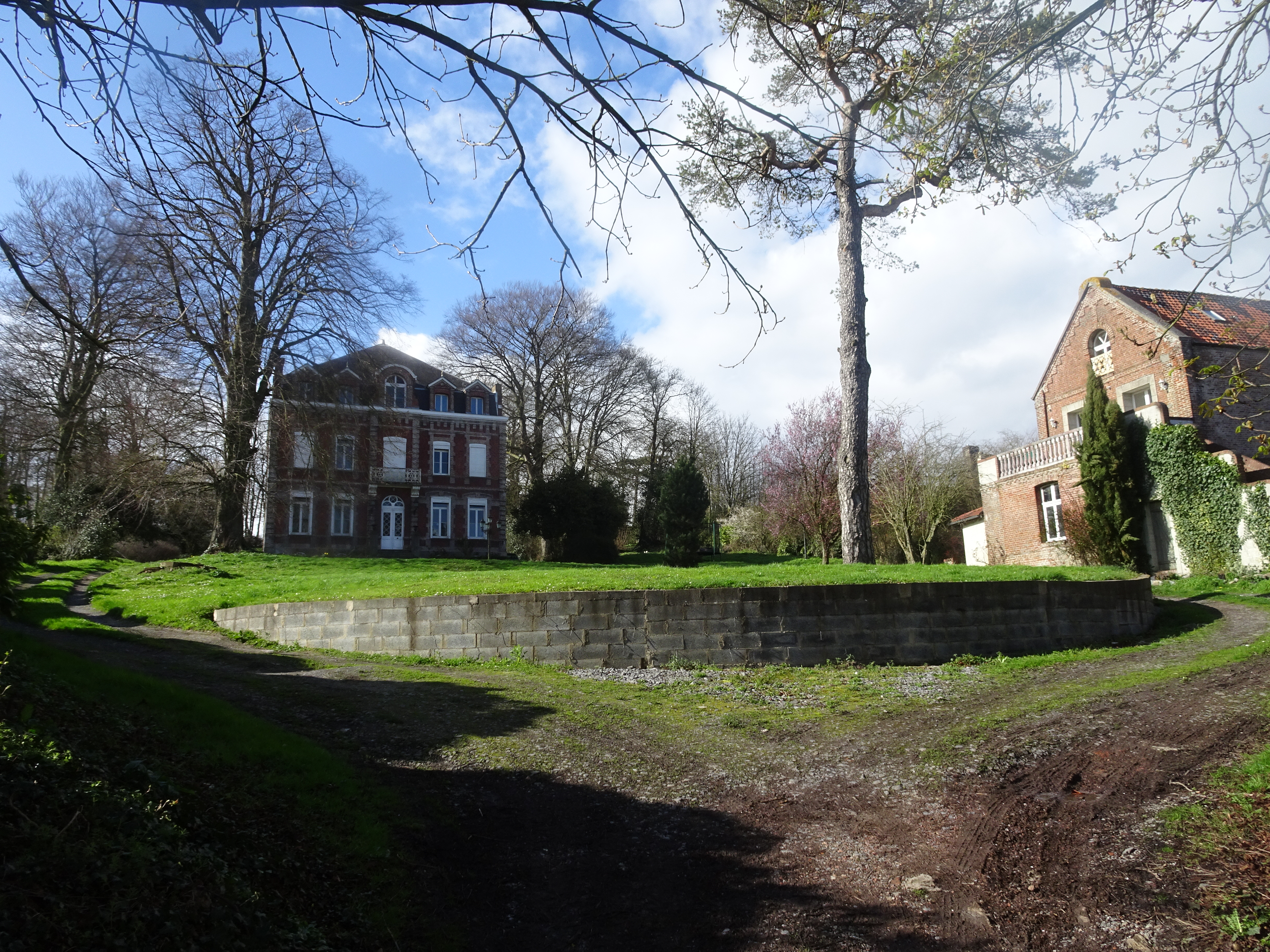
Schloss Erchin
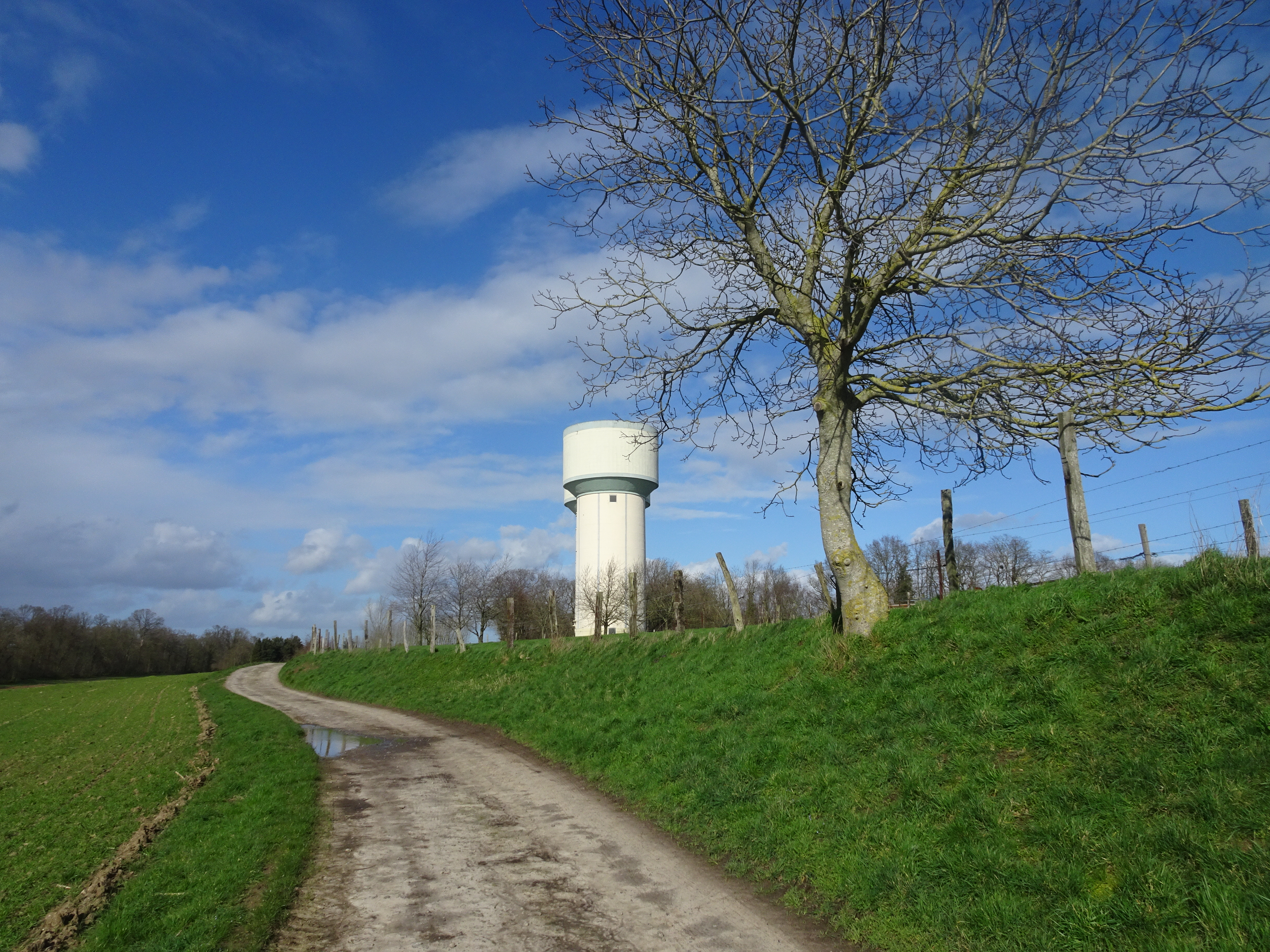
Wasserturm
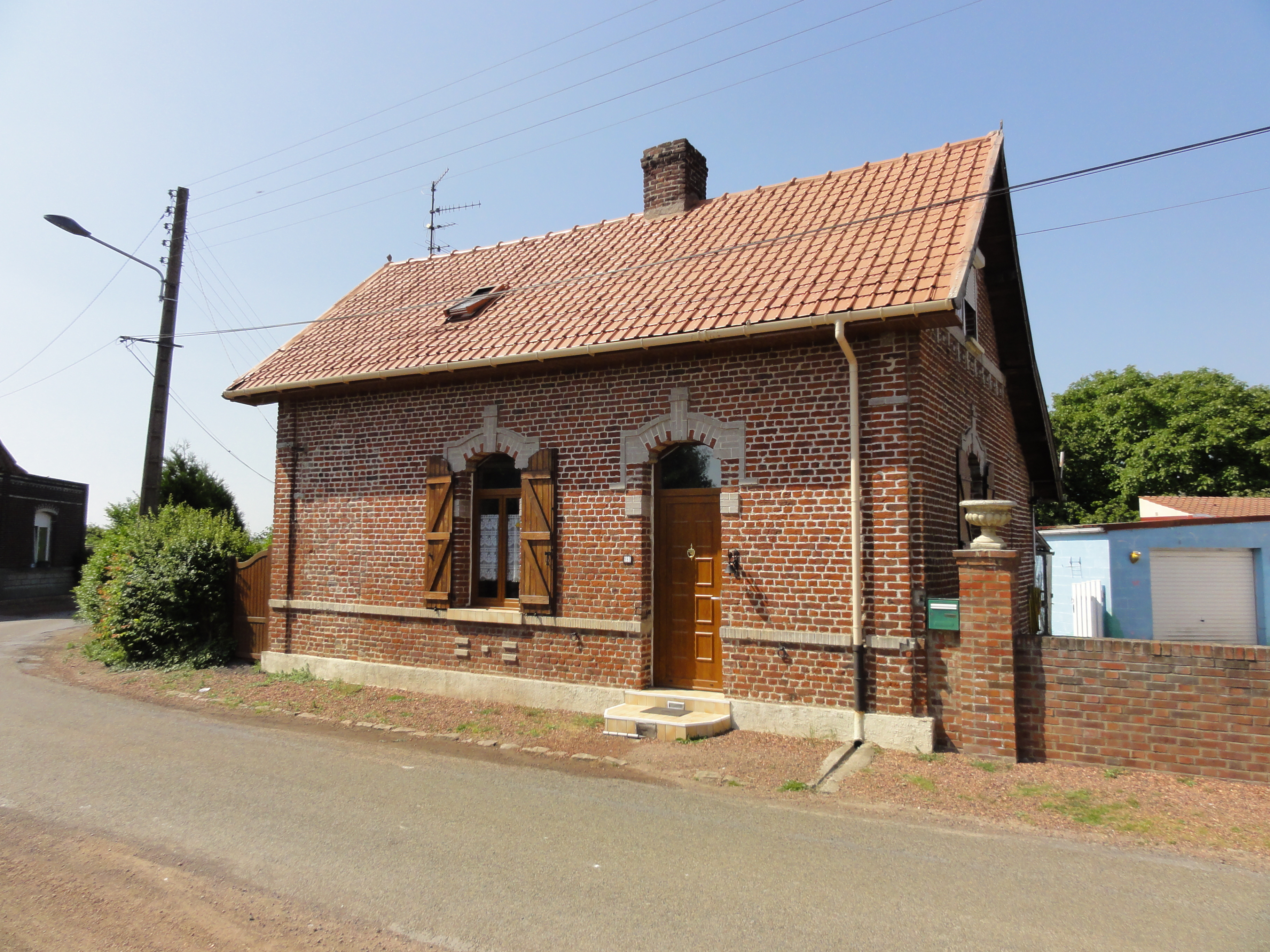
Bergarbeiterhaus in der Siedlung Sébastopol
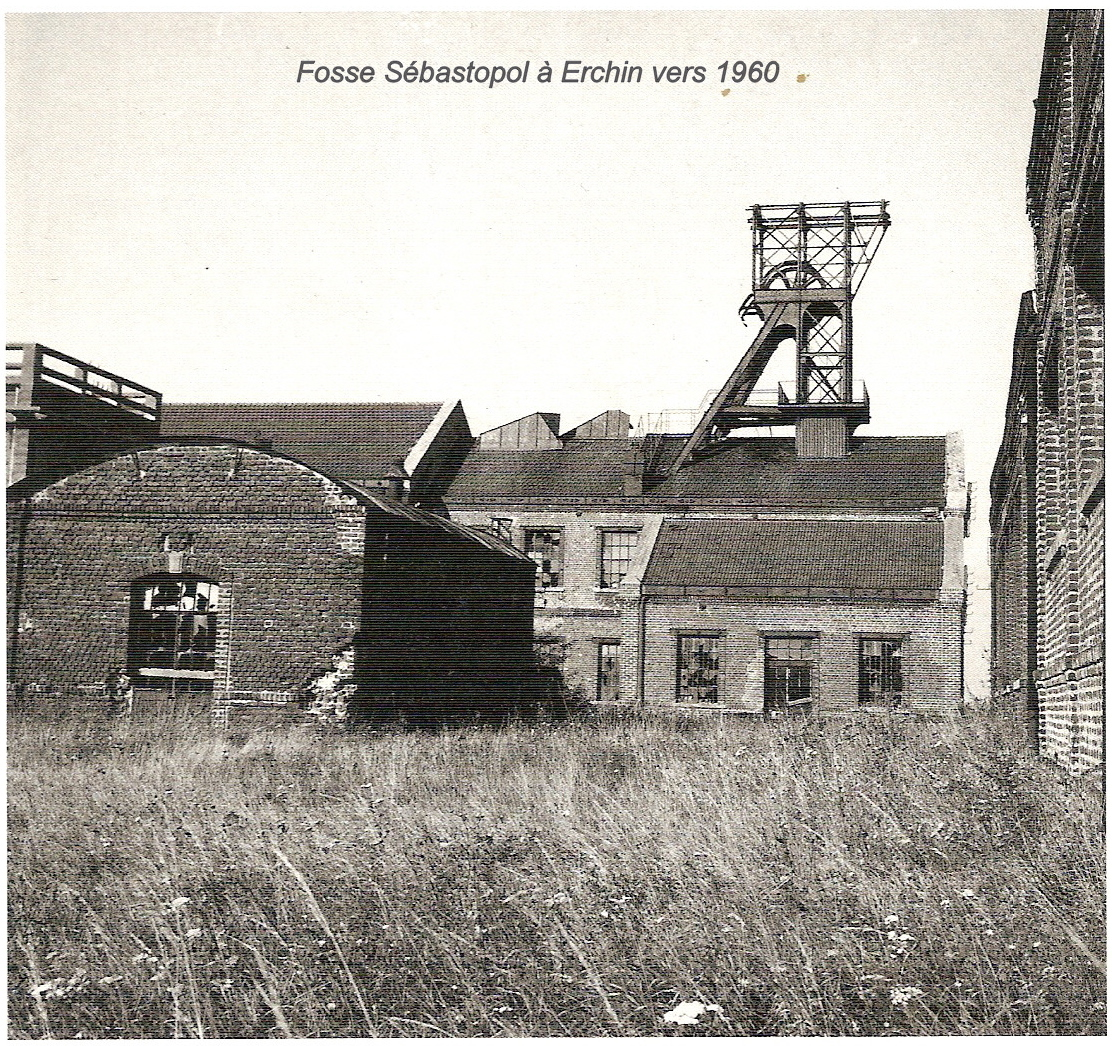
Zeche Sébastopol um 1960
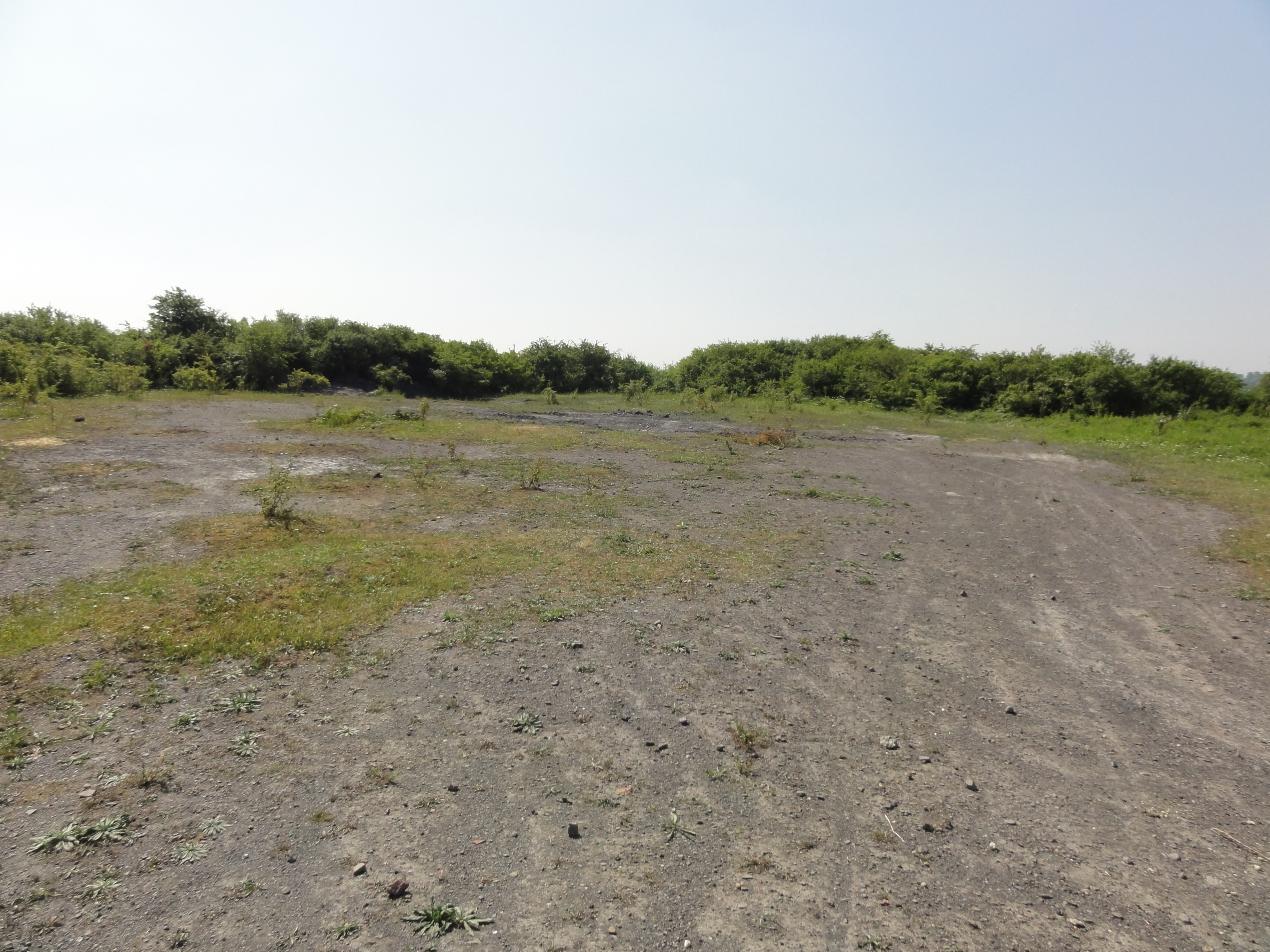
Abgetragene ehemalige Abraumhalde

- Kirche Sainte-Aldegonde
- Kapelle Sait-Lievin
- Schloss Erchin
- Wasserturm
- Bergarbeiterhaus in der Siedlung Sébastopol
- Zeche Sébastopol um 1960
- Abgetragene ehemalige Abraumhalde